# Подводные лодки типа I-351
Подводные лодки типа I-351 (яп. 伊号第三五一潜水艦), также известные как тип «SH» — серия японских дизель-электрических подводных лодок периода Второй мировой войны. Были созданы как транспортные и предназначались для снабжения гидросамолётов в отдалённых районах, для чего могли принимать на борт до 365 тонн авиатоплива, а также авиационные боеприпасы. Всего планировалось построить 6 подводных лодок этого типа, но строительство трёх из них было отменено уже в 1942 году, не успев начаться, а в 1943 году программа была сокращена до двух лодок, из которых к 1945 году успела вступить в строй только одна.

## Представители
| Заводской номер | Судоверфь                     | Дата закладки                 | Спуск на воду                 | Ввод в строй                  | Судьба                                                              |
| --------------- | ----------------------------- | ----------------------------- | ----------------------------- | ----------------------------- | ------------------------------------------------------------------- |
| I-351           | верфь флота, Куре             | май 1943                      | 1944                          | 28 января 1945                | потоплена подлодкой «Блюфиш» в районе островов Натуна, 14 июля 1945 |
| I-352           | верфь флота, Куре             |                               | 23 апреля 1944                | —                             | потоплена при налёте B-29, 22 июня 1945                             |
| I-353           | верфь флота, Куре             |                               | строительство отменено в 1943 | строительство отменено в 1943 | строительство отменено в 1943                                       |
| № 730 — № 732   | строительство отменено в 1942 | строительство отменено в 1942 | строительство отменено в 1942 | строительство отменено в 1942 | строительство отменено в 1942                                       |